# Excelente Discos
Excelente Discos foi um selo fonográfico da Polygram do Brasil criado pelos integrantes da banda Titãs e pelo produtor musical Carlos Eduardo Miranda em 1995, continuando o trabalho que começou com o selo Banguela Records, que ficou ativo entre 1994 até 1995. Com o fechamento da Polygram em 1999, o selo encerrou suas atividades no mesmo ano.

## História
Após o fim da Banguela Records que era filiado a Warner Music Brasil, com a troca de gravadora para Polygram. Os músicos do Titãs se dividiram e apenas três deles ficaram no selo: Sérgio Brito, Charles Gavin e Branco Melo, contando ainda com a direção artística do produtor musical Carlos Eduardo Miranda. Tendo como o primeiro lançamento do selo, o primeiro disco da banda Maria do Relento, de Porto Alegre, apadrinhada pelos integrantes do Raimundos, que faz, segundo Miranda, ``uma mistura de música brega com pauleira". Segundo Miranda, o selo continuou seguindo a mesma linha do Banguela, ou seja, dando muito espaço para as bandas novas.
O selo foi responsável pelo lançamento de muitos artistas como Maurício Manieri, Capital Inicial, Mundo Livre S/A, Os Ostras, Maria do Relento, entre outros. Um dos grandes sucessos do selo foi o álbum de estréia "Virgulóides?" da banda de samba-rock Virgulóides, que vendeu mais de 200 mil cópias e ainda teve apoio da MTV Brasil.
O selo encerrou suas atividades após o fim da Polygram em 1999.